# Delano Williams
Delano Williams (* 23. Dezember 1993) ist ein Sprinter der Turks- und Caicosinseln.

## Leben
Delano Williams wuchs auf Grand Turk Island als Sohn eines von der Insel Stammenden und einer Haitianerin auf. 2008 zog er nach Jamaika – wobei er seine Mutter und Schwester zurückließ – nachdem der Hurrikan Ike seine Schule zerstört hatte und ihm somit Bildungschancen fehlten. Er begann nun das Munro College im Saint Elizabeth Parish zu besuchen und unter seinem Lehrer Neil Harrison für die Sprintdistanzen zu trainieren. 2010 nahm er an den Junioren-Weltmeisterschaften in Moncton teil, wo er sowohl über die 100-Meter-Distanz als auch über die 200-Meter-Distanz ins Halbfinale kam.
2011 stellte er jeweils bei den CARIFTA Junior Games in Montego Bay seine neuen Bestleistungen von 10,51 s über 100 Meter und 20,73 s über 200 Meter auf. Über letztere Strecke gewann er die Goldmedaille.
Weltweite Aufmerksamkeit erregte er dann im Jahr 2012. Erst konnte er sich Anfang des Jahres auf 10,34 s und 20,53 s steigern, ehe er dann bei den Junioren-Weltmeisterschaften in Barcelona Gold über 200 Meter holte. Währenddessen strebte er an, bei den Olympischen Spielen in London teilzunehmen. Da er als Vertreter der Turks- und Caicosinseln jedoch nicht zugelassen wäre, da seine Heimat nicht vom IOC anerkannt ist, beantragte er einen britischen Pass, den er als Bürger eines Britischen Überseegebietes auch erhielt. Bei den Olympic Trials kam er dann nur als Siebter ins Ziel und konnte sich somit nicht für Olympia qualifizieren.
Als er im Februar 2013 bei den Gibson Relays in die Saison startete, wurde für seinen Lauf in der 4-mal-400-Meter-Staffel eine Zeit von 44,80 s gemessen. Am 16. März stellte er in Kingston mit 20,27 s sogar die vorläufige Weltjahresbestleistung auf. Am Tag darauf verbesserte er sich auch über 100 Meter mit nun 10,28 s. Bei den britischen Meisterschaften im Juli wurde er mit 20,58 s Dritter über 200 Meter. Am 26. Juli startete er in London zum ersten Mal bei einem Diamond-League-Meeting. Nach 20,74 s kam er als Neunter ins Ziel. Bei den Weltmeisterschaften in Moskau startete er erneut für Großbritannien und schaffte es ins Halbfinale, wo er mit 20,61 s ausschied. 2015 gewann er bei den Weltmeisterschaften in Peking mit der 4-mal-400-Meter-Staffel seines Landes die Bronzemedaille, wie auch bei den Europameisterschaften 2016 in Amsterdam.